# Darier-Zeichen

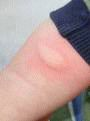
Positives Darier-Zeichen

Unter einem positiven Darier-Zeichen versteht man, dass man durch mechanisches Reiben an einer Läsion die Bildung einer Quaddel auslösen kann. Dieser einfache klinische Test ist pathognomonisch für Mastozytosen, beispielsweise bei Urticaria pigmentosa. Auch beim Mastzelltumor des Hundes kann das Darier-Zeichen positiv ausfallen.